# Rodopegebergte
Het Rodopegebergte, Rhodopegebergte of de Rodopen (Bulgaars: Родопи, Rodopi; Grieks: Ροδόπη, Rodopi) is een gebergte in het zuidoosten van Europa, waarvan 83% in het zuiden van Bulgarije ligt en de rest in het noordoosten van Griekenland. Het gehele gebergte is tevens onderdeel van de historische regio Thracië. De hoogste berg is de Goljam Perelik (Grote Perelik), die met een hoogte van 2191 meter de op zes na hoogste berg van Bulgarije is. Het gebied is vooral bekend van het karstgebergte, met de diepe rivierkloven, grote grotten en specifiek vormgegeven landschapsvormen, zoals de Trigradkloof. Een deel van het gebergte in Griekenland wordt sinds 2009 beschermd als Nationaal park Rodopegebergte. In de uitlopers van het gebergte ligt verder het Nationaal park Dadia-Lefkimi-Soufli. In het gebied loopt ook een project voor natuurherstel van Rewilding Europe. 

## Geografie
Het Rodopegebergte strekt zich uit over 14.737 km², waarvan 12.233 km² (83%) in Bulgarije ligt. Het gebergte heeft een lengte van 220 km en een breedte van 100 tot 120 km, met een gemiddelde hoogte van 785 m. Het gebied telt vijftien natuurreservaten, waarvan sommige onder de bescherming van de Unesco vallen. Er zijn vele natuurlijke waterbronnen, waarvan die in Velingrad en Naretsjen het bekendst zijn.
Ten westen van het Rodopegebergte ligt het Piringebergte en ten noordwesten ervan het Rilagebergte. Beide zijn hoger dan het Rodopegebergte.
Het gebergte wordt op de volgende manier onderverdeeld:

### Westelijke Rodopegebergte
Het westelijke Rodopegebergte omvat het grootste deel van het gebergte. Het is tevens het hoogste gedeelte en qua infrastructuur best ontwikkelde deel. Het trekt dan ook de meeste bezoekers. Tien bergtoppen zijn meer dan 2000 meter hoog. Naast de Goljam Perelik (2191 m), zijn de Sjirokolasjki Snezjnik (2188 m), de Goljam Persenik (2091 m), de Batasjki Snezjnik (2082 m) en de Turla (1800 m) goed bekend.
Enkele van de diepste kloven van het Rodopegebergte liggen in het westelijke deel, inclusief de opvallende rotsformatie Tsjoednite Mostove, de Wonderbruggen. Belangrijke wateroppervlaktes zijn de Meren van Chaira en de stuwmeren van Dospat, Batak, Sjiroka Poljana, Goljam Beglik enTosjkov Tsjark.
Het westelijke Rodopegebergte ligt (deels) verspreid over de oblasten Blagoëvgrad, Pazardzjik, Smoljan en Plovdiv.
De kleine stad Batak ligt in dit deel van het Ropopegebergte, evenals de populaire toeristencentra Smoljan, Velingrad, Devin, Tsjepelare, het wintersportoord Pamporovo, het Oosters-Orthodoxe Batsjkovoklooster, de ruïnes van een fort van de Asen-dynastie, en de grotten van Djavolskoto Garlo, Jagodinska en vele andere. Het hoogstgelegen dorp in Bulgarije, Manastir, ligt met zijn ruim 1500 meter boven zeeniveau tegen de noordelijke voet van de berg Prespa aan. Een aantal architectonische monumenten, zoals die in Sjiroka Laka, Kovatsjevitsa, Momtsjilovtsi en Kosovo, liggen ook in dit gebied.

### Oostelijke Rodopegebergte
Het oostelijke Rodopegebergte heeft ongeveer de helft van de oppervlakte van het westelijke deel en is aanzienlijk lager.
Het ligt (deels) verspreid over de oblasten Smoljan, Kardzjali en Chaskovo.
De grote stuwmeren van Kardzjali en Studen Kladenets in de rivier de Arda zijn in dit deel van het gebergte gesitueerd. Dit gebied is rijk aan thermische bronnen. De wateren rond Dzjebel hebben een landelijke reputatie in de genezing van diverse ziektes. Belite Brezi is een belangrijk gezondheidscentrum tegen ademhalingsmoeilijkheden en andere kwalen.
Het oostelijke Rodopegebergte is, naast dat het stukken lager ligt, tevens dichter bevolkt dan het westelijke Rodopegebergte. Belangrijke steden in dit gebied zijn Kardzjali en Chaskovo, alsmede de kleinere steden Momtsjilgrad, Kroemovgrad, Zlatograd en Kirkovo.

### Zuidelijke Rodopegebergte
Het zuidelijke Rodopegebergte omvat het Griekse deel van het gebergte. Het departement Rodopi is naar het gebergte genoemd. Verder ligt het zuidelijke Rodopegebergte (deels) in de departementen Drama, Xanthi en Evros. In dit gebied werd in 2009 het Nationaal park Rodopegebergte opgericht.

## Geologie
Het Rodopegebergte is ontstaan tijdens de Hercynische orogenese.

## Klimaat
De ligging van het Rodopegebergte in het zuidoosten van het Balkanschiereiland bepaalt in grote mate het klimaat van het gebied. Het staat onder invloed van koude lucht die vanuit het noorden oprukt, alsmede warme lucht vanuit het Middellandse Zeegebied.
In het oostelijke Rodopegebergte is de gemiddelde jaartemperatuur 12 à 13 °C, valt de meeste neerslag in december en de minste neerslag in augustus. In het westelijke Rodopegebergte varieert de gemiddelde jaartemperatuur tussen 5 en 9 °C en heeft de neerslag in de zomer de overhand.
Het milde klimaat, in combinatie met enkele andere factoren, werkt in het voordeel van de ontwikkeling van recreatie en toeristische activiteiten. Het wintersportoord Pamporovo, waar het plaatselijke klimaat voor een sneeuwdek zorgt die zich een lange tijd kan handhaven, is hiervan een goed voorbeeld.
In de winter zijn temperaturen van -15 °C aardig normaal en daarom is het Rodopegebergte de zuidelijkste plek op de Balkan waar boomsoorten zoals de fijnspar en de ruwe berk kunnen worden waargenomen.

## Bevolking
Het vrij schaars bevolkte gebied van het Rodopegebergte is al honderden jaren een plek van etnische en religieuze diversiteit. Naast de orthodoxe Bulgaren en Grieken, herbergt het gebergte ook een groot aantal moslimgemeenschappen, zoals de Pomaken (Bulgaarse moslims) in het westelijke deel, alsmede een hoge concentratie Bulgaarse Turken die vooral in het oostelijke deel leven. Het gebergte is tevens een van de gebieden die worden geassocieerd met de Sarakatsanen (of Karakachanen), een Oosters-Orthodox Grieks sprekend semi-nomadenvolk van onbekende oorsprong die traditioneel gezien tussen noordelijk Thracië en de Egeïsche kust trekken.

## Mythologie
Het Rodopegebergte wordt meestal gezien als de mythologische geboorteplaats van de legendarische zanger en lierspeler Orpheus en zijn vrouw Eurydice. Daarnaast zijn er in het hele gebied archeologische vindplaatsen die te maken hebben met de cultus rondom Dionysus, zoals de antieke Thracische stad Perperikon.
Volgens de Griekse mythologie werd koningin Rhodope van Thracië, de vrouw van koning Haemus van Thracië, als straf door Zeus en Hera in het Rodopegebergte veranderd.